# Shaw Center for the Arts
Le Shaw Center for the Arts est une salle de spectacle et un musée d'arts du campus de l'université d'État de Louisiane à Bâton-Rouge en Louisiane, aux États-Unis. Il porte le nom du Shaw Group (en).